# Houstonie
Houstonia
Pour les articles homonymes, voir Houstonia.
Genre
Houstonia est un genre de plantes de la famille des Rubiaceae. De nombreuses espèces étaient autrefois classées, avec d'autres genres depuis séparés ailleurs, dans un genre plus inclusif Hedyotis.

## Description
Le genre Houstonia contient des espèces à feuilles étroites en touffe, à fleurs à quatre pétales en coupe ou en entonnoir, généralement solitaires ou réunies en petits bouquets au bout de longs pédoncules.

## Liste d'espèces
Selon GBIF (11 janvier 2022) :
- Houstonia acerosa (A.Gray) Benth. & Crochet.f.
- Houstonia biloba Raf.
- Houstonia caerulea L. — Houstonie bleue
- Houstonia canadensis Willd. ex Roem. & Schult. — Houstonie du Canada
- Houstonia cervantesii Terrell
- Houstonia chlorantha Bertol.
- Houstonia correllii (WHLewis) Terrell — Houstonie de Correll
- Houstonia croftiae Britton & Rusby
- Houstonia humifusa (Engelm. ex A.Gray) A.Gray — Houstonie humifuse
- Houstonia longifolia Gaertn.
- Houstonia micrantha (Shinners) Terrell — Houstonie du Sud
- Houstonia nuttalliana Fosberg
- Houstonia ochroleuca Raf.
- Houstonia ouachitana (EBSm.) Terrell — Houstonie d'Ouachita
- Houstonia palmeri A.Gray — Houstonie de Saltillo
- Houstonia parviflora Holz. ex Greenm.
- Houstonia procumbens (JFGmel.) Standl.
- Houstonia prostata Brandegee
- Houstonia purpurea L. — Houstonie pourpre
- Houstonia pusilla Schöpf
- Houstonia reticulata Raf.
- Houstonia rosea (Raf.) Terrell — Houstonie rose
- Houstonia rubra Cav. — Houstonie rouge
- Houstonia serpyllifolia Michx.
- Houstonia sharpii Terrell
- Houstonia spellenbergii (GLNesom & Vorobik) Terrell
- Houstonia subviscosa (C.Wright ex A.Gray) A.Gray — Houstonie penché
- Houstonia teretifolia Terrell
- Houstonia wrightii A.Gray — Houstonie pygmée